# Waldemar Wilkołek

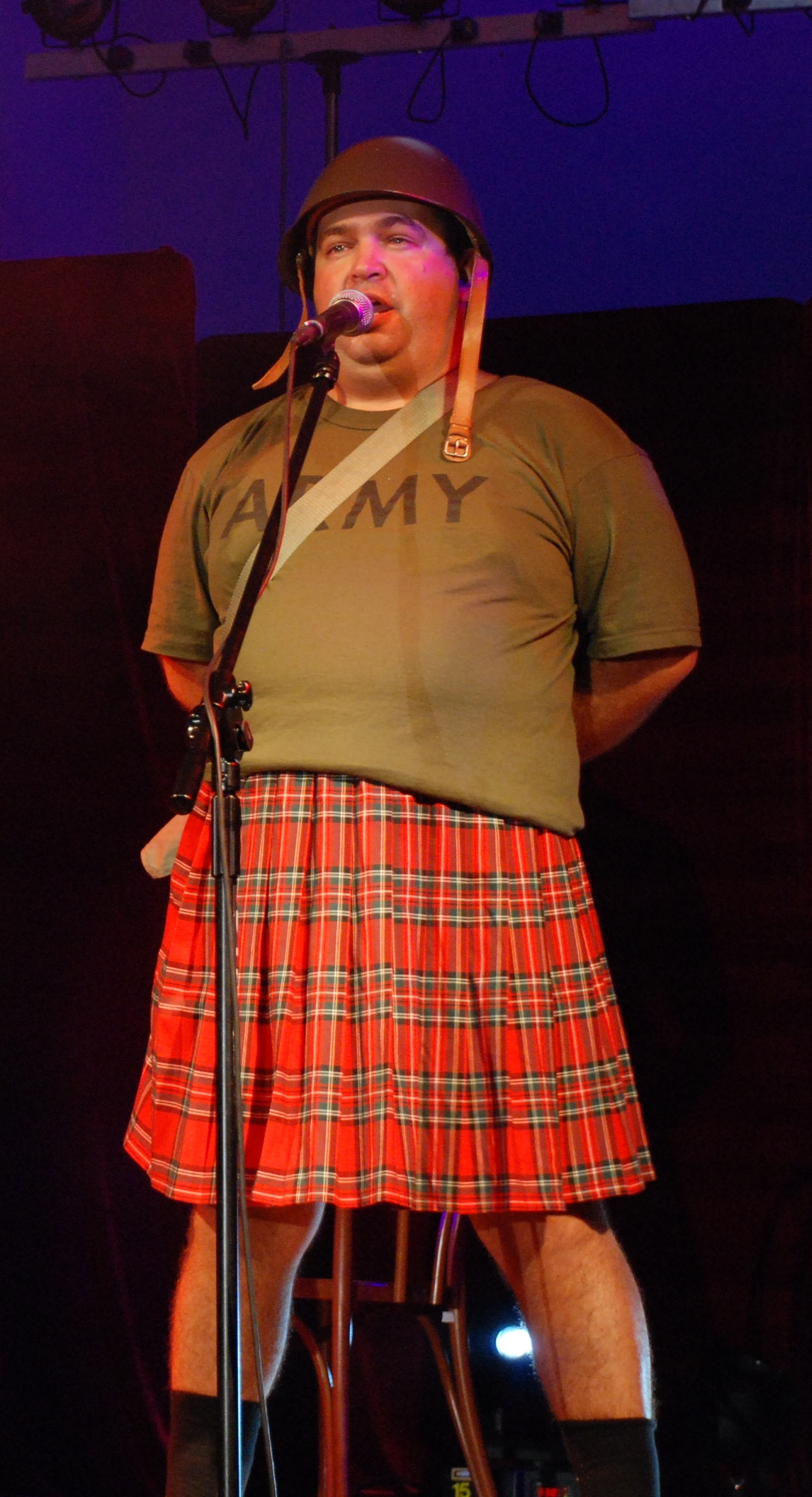
Waldemar Wilkołek podczas występu kabaretu Ani Mru-Mru, Zielona Góra 2007

Waldemar Wilkołek (ur. 29 maja 1968 w Lublinie) – polski artysta kabaretowy.
Absolwent Wydziału Prawa i Administracji Uniwersytecie Marii Curie-Skłodowskiej w Lublinie. Od czerwca 2000 roku członek kabaretu Ani Mru Mru. Oprócz wykonywania obowiązków dźwiękowca, regularnie występuje na scenie w skeczach.

## Filmografia
- 2007: Ryś – Półmisek
- 2008: Niania – asystent producenta (odc. 92)
- 2011: Weekend – Łysy